# Редлихс, Микелис
Микелис Редлихс (латыш. Miķelis Rēdlihs; род. 1 июля 1984, Рига) — латвийский хоккеист, нападающий. Брат Кришьяниса и Екабса Редлихсов.

## Карьера
Воспитанник рижской «Призмы». Начал карьеру в 1999 году в составе рижского клуба «Призма», выступал до 2002 года, после чего отправился в Северную Америку. Проведя большую часть сезона в низших юниорских лигах, в следующем году подписав контракт с клубом «Рига 2000». Два года подряд становился чемпионом Латвии, после чего заключил соглашение с клубом второго шведского дивизиона «Бьёрклёвен». В 39 матчах набрал 14 (7+7) очков, однако после окончания сезона покинул клуб и подписал контракт с клубом белорусской Экстралиги «Юность-Минск». Стал обладателем бронзовых наград Экстралиги, набрав 37 (15+22) очков в 54 проведённых матчах, затем перешёл в жлобинский «Металлург».

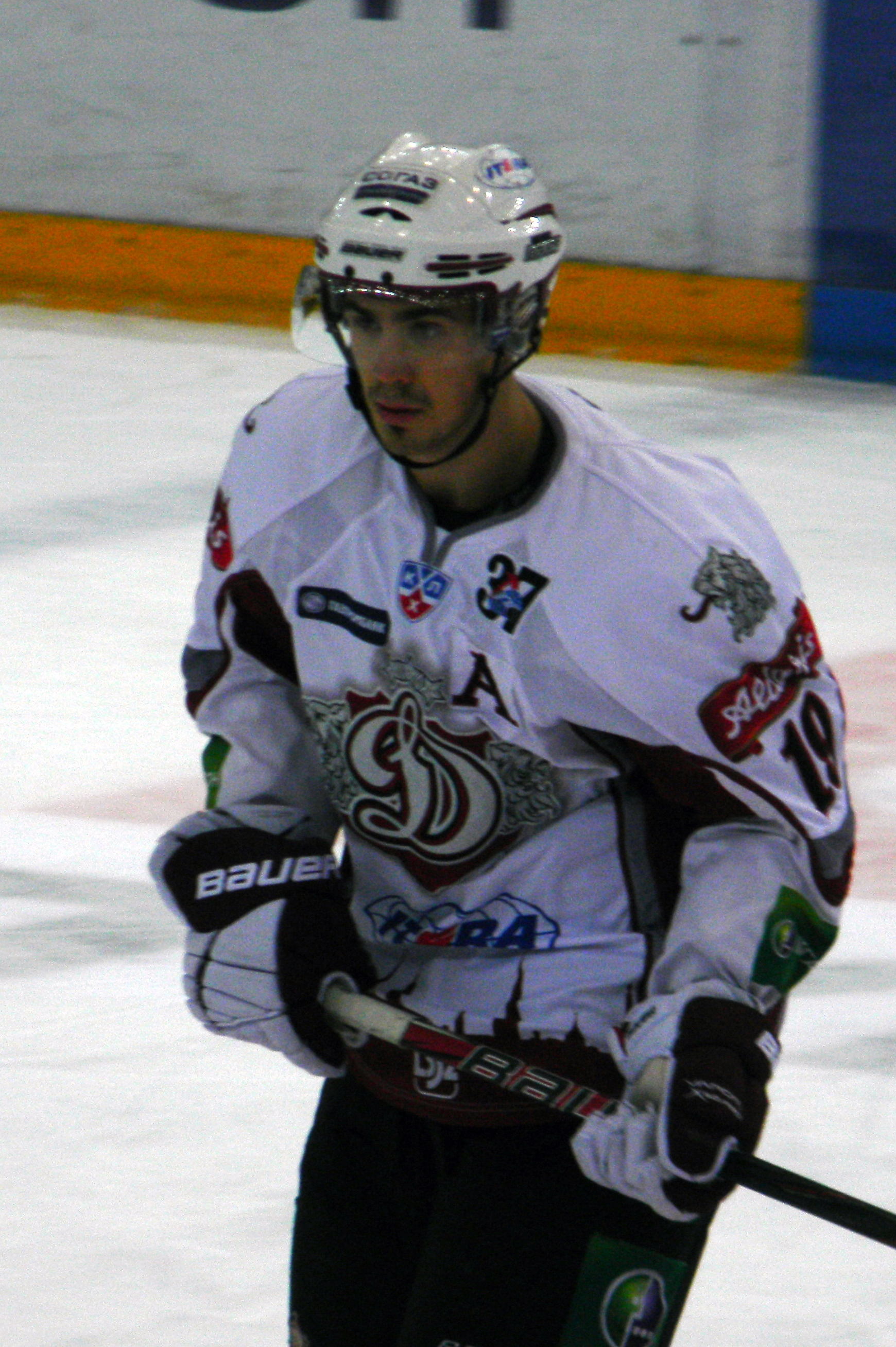
В матче КХЛ (2011)

В сезоне 2007/08 набрал 44 (11+33) очка в 54 матчах, после чего принял приглашение рижского «Динамо», которому предстояло дебютировать в только что созданной Континентальной хоккейной лиге. За два первых сезона набрал 52 (27+25) очка в 123 матчах, после чего руководство рижан предложило ему новое соглашение. В сезоне 2010/11 в 65 матчах набрал 50 (19+31) очков, вслед за чем вновь получил новый контракт от клуба.
В сезоне 2011/12 стал одним из лучших бомбардиров лиги, записав на свой счёт 54 (15+39) результативных балла в 61 встрече. 3 мая 2012 года Редлихс заключил соглашение с вернувшимся в КХЛ после авиакатастрофы ярославским «Локомотивом».

### В сборной
В составе сборной Латвии Редлихс принимал участие в двух юниорских чемпионатах мира в первом дивизионе (2001, 2002), молодёжном первенстве во втором дивизионе 2002 года, после чего ещё дважды подряд играл за молодёжную сборную в первом дивизионе. В составе взрослой сборной был членом команды на двух Олимпийских играх (2006 и 2010 годов), а также, начиная с 2005 года, 8 подряд чемпионатах мира. На этих турнирах Редлихс провёл 56 матчей, в которых он набрал 22 (7+15) очка.

## Достижения
- Чемпион Латвии (2): 2004, 2005.
- Бронзовый призёр чемпионата Белоруссии 2007.
- Участник матча «Всех звёзд» КХЛ 2012.

## Статистика
| Легенда | Легенда                    | Легенда | Легенда                   | Легенда | Легенда    |
| ------- | -------------------------- | ------- | ------------------------- | ------- | ---------- |
| И       | Количество проведённых игр | Штр     | Штрафное время            | +/−     | Плюс-минус |
| Г       | Голы                       | П       | Голевые передачи          | О       | Очки       |
| -       | Статистика неизвестна      | —       | Статистика не учитывалась |         |            |

### В сборной
| Турнир        | Место | Игр | Г | П | Очк | +/- | Штр |
| ------------- | ----- | --- | - | - | --- | --- | --- |
| ЮЧМ-2001 (Д1) | 4     | 5   | 0 | 2 | 2   | +1  | 2   |
| ЮЧМ-2002 (Д1) | 4     | 1   | 1 | 0 | 1   | +1  | 0   |
| МЧМ-2002 (Д2) | 3     | 4   | 1 | 2 | 3   | +3  | 2   |
| МЧМ-2003 (Д1) | 4     | 5   | 1 | 0 | 1   | +2  | 2   |
| МЧМ-2004 (Д1) | 4     | 5   | 4 | 3 | 7   | +4  | 2   |
| ЧМ-2005       | 9     | 6   | 0 | 1 | 1   | -2  | 0   |
| ОИ-2006       | 12    | 5   | 1 | 0 | 1   | -5  | 4   |
| ЧМ-2006       | 11    | 6   | 0 | 2 | 2   | --  | 6   |
| ЧМ-2007       | 13    | 6   | 1 | 3 | 4   | -2  | 0   |
| ЧМ-2008       | 11    | 6   | 2 | 1 | 3   | --  | 12  |
| ЧМ-2009       | 7     | 7   | 0 | 2 | 2   | --  | 6   |
| ОИ-2010       | 12    | 4   | 1 | 0 | 1   | -3  | 4   |
| ЧМ-2010       | 11    | 3   | 0 | 0 | 0   | -2  | 2   |
| ЧМ-2011       | 13    | 6   | 1 | 6 | 7   | +1  | 4   |
| ЧМ-2012       | 10    | 7   | 1 | 0 | 1   | -3  | 4   |